# مامئا امریکنا
مامئا امریکنا (نام علمی: Mammea americana) نام یک گونه از راسته مالپیگی‌سانان است.